# Melampitta-félék
A Melampitta-félék (Melampittidae) a madarak osztályának verébalakúak (Passeriformes) rendjébe tartozó család. Kettő nem és két faj tartozik a családba.

## Rendszerezés
Az ide tartozó kettő faj rendszertani besorolása sokáig vitatott volt, mivel alig tanulmányozott madarak. Mielőtt 2014-ben különálló családba sorolták volna őket a különböző rendszerekben régebben a pittafélék (Pittidae), később a timáliafélék (Timaliidae), végül a paradicsommadár-félék (Paradisaeidae) közé is sorolták őket.  A külön családba soroláskor bontották szét a Melampitta nemet is ketté.
A családba az alábbi nem és fajok tartoznak:
- Melampitta (Lesson, 1830) – 1 faj.
  - kis melampitta (Melampitta lugubris)

- Megalampitta (Schodde & Christidis, 2014) - 1 faj
  - nagy melampitta (Melampitta gigantea)